# Archaeognatha
Archaeognatha là một bộ côn trùng không cánh, còn được gọi là bọ đuôi ngắn nhảy. Chúng là một trong những loài côn trùng tiến hóa ít thay đổi nhất, xuất hiện vào kỷ Devon, cùng thời gian với nhện. Tên Archaeognatha có nguồn gốc từ tiếng Hy Lạp, archaeos có nghĩa là "cổ" và gnatha có nghĩa là "hàm". Archaeognatha trước đây thuộc về bộ Thysanura, cả hai bộ đều có ba sợi râu đuôi.
Các khoảng 350 loài trong hai họ phân bố trên toàn thế giới. Không có loài hiện đang có nguy cơ bảo tồn, mặc dù bộ này là một trong những bộ được nghiên cứu kém nhất trong số các bộ côn trùng, vì vậy nó có thể chỉ đơn giản là không có ai nhận ra rằng bất kỳ loài có nguy cơ tuyệt chủng.